# Ierland op het Eurovisiesongfestival 2004
Ierland nam deel aan het Eurovisiesongfestival 2004 in Istanbul, Turkije.
Het was de 37ste deelname van Ierland aan het festival.
De nationale omroep RTE was verantwoordelijk voor de bijdrage van Ierland voor 2004.

## Selectieprocedure
De Ierse nationale finale werd gehouden op 6 maart 2004 in het Helix Centre in Dublin en werd uitgezonden door de RTÉ. De winnaar werd gekozen uit het programma "You're a star".
Drie acts deden mee in de finale.

## In Istanboel
Door hun goede prestatie in 2003, mochten de Ieren rechtstreeks aantreden in de finale.
In de finale in Turkije moest Ierland aantreden als 18de, na IJsland en voor Polen.
Op het einde van de puntentelling bleek dat Ierland gedeelde 22ste was geworden met een score van 7 punten.
Nederland en België hadden geen punten over voor deze inzending.

### Gekregen punten

#### Finale
| 12 punten | 10 punten | 8 punten | 7 punten              | 6 punten |
| --------- | --------- | -------- | --------------------- | -------- |
|           |           |          | - Verenigd Koninkrijk |          |
| 5 punten  | 4 punten  | 3 punten | 2 punten              | 1 punt   |
|           |           |          |                       |          |

### Punten gegeven door Ierland

#### Halve Finale
Punten gegeven in de halve finale:
| 12 punten | Nederland             |
| 10 punten | Oekraïne              |
| 8 punten  | Cyprus                |
| 7 punten  | Bosnië en Herzegovina |
| 6 punten  | Servië en Montenegro  |
| 5 punten  | Albanië               |
| 4 punten  | Letland               |
| 3 punten  | Litouwen              |
| 2 punten  | Griekenland           |
| 1 punt    | Malta                 |

#### Finale
Punten gegeven in de finale:
| 12 punten | Zweden               |
| 10 punten | Cyprus               |
| 8 punten  | Verenigd Koninkrijk  |
| 7 punten  | Oekraïne             |
| 6 punten  | Malta                |
| 5 punten  | Griekenland          |
| 4 punten  | Duitsland            |
| 3 punten  | Servië en Montenegro |
| 2 punten  | Albanië              |
| 1 punt    | Turkije              |

1965 · 1966 · 1967 · 1968 · 1969 · 1970 · 1971 · 1972 · 1973 · 1974 · 1975 · 1976 · 1977 · 1978 · 1979 · 1980 · 1981 · 1982 · 1983 · 1984 · 1985 · 1986 · 1987 · 1988 · 1989 · 1990 · 1991 · 1992 · 1993 · 1994 · 1995 · 1996 · 1997 · 1998 · 1999 · 2000 · 2001 · 2002 · 2003 · 2004 · 2005 · 2006 · 2007 · 2008 · 2009 · 2010 · 2011 · 2012 · 2013 · 2014 · 2015 · 2016 · 2017 · 2018 · 2019 · 2020 · 2021 · 2022 · 2023 · 2024 · 2025